# Phylacia globosa
Phylacia globosa är en svampart som beskrevs av Lév. 1845. Phylacia globosa ingår i släktet Phylacia och familjen kolkärnsvampar.   Inga underarter finns listade i Catalogue of Life.